# Scandic Grand Central
Scandic Grand Central är ett Scandic-hotell beläget vid korsningen Vasagatan/Kungsgatan i det Lundbergska huset i Stockholm, i samma kvarter som Vasateatern och tvärs över Kungsgatan från Oscarsteatern och Casino Cosmopol. 